# Xosé Fernández Ferreiro
Xosé Fernández Ferreiro (* 29. Januar 1931 in Espartedo, Provinz Ourense; † 16. Dezember 2015 in A Coruña) war ein galicischer Schriftsteller.

## Leben
Xosé Fernández Ferreiro war Mitglied der nationalistisch eingestellten Literatengruppe „Brais Pinto“. Er begann seine Schriftstellerkarriere mit Gedichten in den 1950er Jahren. Später widmete er sich der Fiktion und wurde mit A morte de Frank González zu einem Pionier des galicischen Westerns. Er arbeitete auch als Journalist.
Am 4. Juni 2011 wurde er zum Mitglied der Real Academia Galega gewählt.

## Werke

### Poesie
- Ribeirana do Sil (1952)
- A noite (1959)

### Prosa
- A morte de Frank González (1975)
- Morrer en Castrelo do Miño (1978)
- A saga dun afiador (1980)
- A ceo aberto (1981)
- Corrupción e morte de Brigitte Bardot (1981)
- Reportaxe cósmico (1983)
- A fraga dos paxaros salvaxes (1985)
- O minotauro (1989)
- Agosto do 36 (1991)
- A cidade das chuvias (1994)
- Co medo nas mans (1996)
- O atentado (1999)
- O último paraíso (2001, Espiral Maior)
- Millo verde (2002)
- Os últimos fuxidos (2004)
- Tempo de centeo (2009)

### Kinderliteratur
- O conto da boa e da mala pipa (1996)